# Межзаводской забастовочный комитет (Быдгощ)
Межзаводской забастовочный комитет в Быдгоще (пол. Międzyzakładowy Komitet Strajkowy w Bydgoszczy) — координационный орган польского забастовочного движения в Быдгощском воеводстве 1980—1981 годов. Создан 28 августа 1980 на транспортном предприятии WPK, впоследствии центр базировался на велосипедном заводе Romet. Активно отстаивал профсоюзные социально-экономические и гражданско-политические требования, выступал против региональной партийной администрации. 21 июня 1981 преобразован в Быдгощский профцентр Солидарности. Председатель — Ян Рулевский.

## Забастовки
14 августа 1980 началась забастовка на Гданьской судоверфи. 16 августа в Гданьске был создан Межзаводской забастовочный комитет (MKS) под председательством Леха Валенсы. На следующий день бастующие выдвинули 21 требование к руководству ПОРП и правительству ПНР. Забастовочное движение стремительно охватывало всю Польшу.
Утром 18 августа 1980 начались забастовки в Быдгоще. Первым забастовал завод по производству телефонного оборудования Telfa. К вечеру прошёл митинг (без остановки работы) на электротехническом заводе Eltra. На следующий день к забастовке присоединились работники Воеводского предприятия коммуникаций (WPK) — регионального транспорта. В течение недели забастовали завод ядерного приборостроения POLON, металлообрабатывающий завод Formet, электромашиностроительный завод Makrum, велосипедный завод Romet, химический завод Zachem, электромонтажный завод Binstal, завод судовой электротехники Famor, строительный комбинат Wschód, Быдгощская ТЭЦ, кожевенный завод Kobra, швейная фабрика Modus, Быдгощская фабрика мебели. Уже к концу августа, по неполным данным, в регионе бастовали 35 тысяч человек на 42 предприятиях.
Бастующие требовали улучшить продовольственное снабжение (особенно мясными продуктами), повысить зарплату, ликвидировать привилегии партийно-государственного аппарата, госбезопасности, милиции и армии, отменить цензуру, легализовать свободные профсоюзы. Собрание коллектива Eltra заявило о поддержке 21 требования Гданьского MKS.

## Комитет

### Структура
28 августа 1980 был учреждён Межзаводской забастовочный комитет (MKS) Быдгоща. Участвовали представители 38 предприятий Быдгоща и Быдгощского воеводства. Первым председателем Быдгощского MKS был избран электрик WPK Богумил Навроцкий. Комитет выразил солидарность с MKS Гданьска и Щецина, сформулировал собственные требования и представил их властям. 30-31 августа, после известий о подписании Щецинского и Гданьского соглашений MKS с правительством, забастовки в Быдгоще прекратились. Однако организационная работа активно продолжалась.
Центр движения переместился на велосипедный завод Romet. Здесь забастовку возглавлял инженер Ян Рулевский — убеждённый антикоммунист и правый либерал, отбывший тюремный срок за попытку нелегально уйти в ФРГ. Особенности взглядов и личности Рулевского отразились на ходе дальнейших событий и стали элементом «Быдгощской традиции».
4 сентября 1980 Ян Рулевский был избран председателем MKS. Его заместителями стали электромонтажник Кшиштоф Готовский и механик Мариан Грубецкий. 26 сентября Грубецкого сменил заводской социолог Антоний Токарчук. 17 сентября делегация Быдгощского MKS во главе с Рулевским, Готовским и Навроцким участвовала во всепольской конференции забастовочных комитетов в Гданьске, где было принято решение о создании профсоюза Солидарность.
В MKS были учреждены функциональные отделы — профсоюзный (координация ячеек на предприятиях), контрольный (надзор за конфликтами, предотвращение «диких» забастовок), лекционный (выступления на собраниях коллективов), информационно-пропагандистский (выпуск профсоюзных изданий, плакатов, листовок), юридический (правовая помощь в трудовых конфликтах), а также региональный центр социально-профсоюзной работы (мониторинг социальной ситуации, особенно с продовольственным снабжением, подготовка профсоюзных кадров) и ревизионная комиссия. С октября началось издание профсоюзного бюллетеня Wolne Związki под редакцией Токарчука.
Структуры MKS были учреждены в Хойнице, Иновроцлаве, Короново, Могильно, Свеце, Накло-над-Нотецёне, Семпульно-Краеньске, Солец-Куявски, Шубине, Тухоле, Жнине. К середине октября в Быдгощской «Солидарности» состояли 90 тысяч человек на 160 предприятиях, к концу 1980 — около 200 тысяч человек на 726 предприятиях, к декабрю 1981 количество членов достигло почти 300 тысяч (население Быдгощского воеводства в начале 1980-х ненамного превышало 1 миллион человек).
Быдгощский MKS занимал три этажа в здании на улице Мархлевского, 10 (ныне улица Старый Порт, 5). Здесь располагался офис комитета и профцентра, редакции профсоюзных изданий, представительства близких политических организаций (например, Быдгощского комитета защиты политзаключённых), типография и складские помещения. В структуре работали около 100 человек. В штаб-квартире проводились встречи и собрания радикальных актикоммунистических организаций, в том числе Конфедерации независимой Польши.

### Деятельность
Председатель Рулевский и многие активисты были настроены жёстко антикоммунистически. Однако мало кто в 1980—1981 всерьёз ставил цель отстранение от власти правящей компартии ПОРП. При полном контроле ПОРП над силовыми структурами и поддержке польских коммунистов со стороны СССР это не представлялось реальным. Комитет и профцентр сосредоточились на локальных задачах.
MKS добивался повышения зарплаты на предприятиях региона, улучшения условий труда, более справедливого и равноправного нормирования и снабжения, особенно продовольственного, добивался отстранения от должностей наиболее одиозных представителей правящей номенклатуры. Главными средствами достижения этих целей являлись забастовки, забастовочная готовность, уличные демонстрации. Уже 3 октября Быдгощский MKS успешно организовал в воеводстве часовую предупредительную забастовку — с целью заставить власти соблюдать Августовские соглашения. Эффективно велась профсоюзная агитация: выступления Рулевского отличались яркой харизмой, Токарчук отладил систему информации и пропаганды. Для охраны порядка на демонстрациях и пресечения провокаций формировались рабочие патрули. Была подготовлена реконструкция Восстания Костюшко с парадом косиньеров. Такие действия давали повод пропаганде ПОРП обвинять Рулевского в подготовке боевиков.
Особое место занимала кампания по выселению партийных и административных органов из занимаемых зданий и передаче этих помещений на социальные нужды — под школы, детские сады и больницы. В некоторых случаях этого удавалось добиться. В Накло-над-Нотецёне местный партийный комитет и городская администрация согласились на переезд добровольно (секретарь Адам Кнёла и глава администрации Станислав Граек симпатизировали «Солидарности»): в одном из зданий открылся детсад, в другом школа. В Быдгоще освободить офис под студенческую поликлинику вынужден был комитет ССПМ (польский комсомол). В Шубине и Хойнице велись длительные переговоры о передаче зданий горкомов под детсады, но к результатам они не привели.
В отличие от воеводского партийного руководства, городская администрация Быдгоща делала некоторые шаги к взаимодействию. Уже 18 августа президент (мэр) Быдгоща Висенты Домиш побывал на Telfa и выслушал требования бастующих. 1 сентября Домиш принял делегацию MKS. Была достигнута договорённость о создании городского антикризисного штаба с участием обеих сторон. Для нужд MKS были выделены помещение и транспорт — в обмен на помощь в предотвращении забастовок.
В конце октября согласилась на контакт и вышестоящая воеводская администрация во главе с Эдмундом Леманном. Основными обсуждаемыми темами были продовольственное снабжение, остановка роста цен, решение жилищного вопроса, борьба со спекуляцией. Профсоюз имел по этим проблемам свои предложения и организационный потенциал. Несколько раз Рулевский, Токарчук, Готовский, Ян Перейчук и Рышард Хеляк встречались с воеводами Леманном и его преемником Богданом Крулевским, вице-воеводами Романом Бонком и Зыгмунтом Тылицким, президентом города Домишем, вице-президентом Тадеушем Штольцманом, секретарём воеводского комитета ПОРП Богданом Дымареком. Официально сообщалось о поиске компромиссных решений по преодолению социально-экономического кризиса. Однако решающее слово оставалось за партийным комитетом, который отнюдь не был настроен на сотрудничество. Встречи проводились нередко, переговоры занимали много времени, но совместных решений достичь не удавалось. В редких же случаях, когда они находились, блокировалась их реализация.
Быдгощская «Солидарность» активно поддержала создание профсоюза крестьян-единоличников Сельская Солидарность. Рулевский и его товарищи принимали в этом конкретное организационное и политическое участие. Жёсткая позиция ПОРП привела к конфликту и силовому столкновению — Быдгощской провокации 19 марта 1981. Рулевский и члены профсоюзной делегации были избиты милицией прямо на заседании воеводского совета. Итогом стала многомиллионная всепольская предупредительная забастовка 27 марта 1981 и легализация «Сельской Солидарности».

## Власть

### Расчёты
Первым секретарём Быдгощского воеводского комитета ПОРП уже тринадцать лет был Юзеф Майжак. Представитель ортодоксального «партийного бетона» обладал крайне одиозной репутацией и отличался авторитарным стилем правления. В местном партаппарате сложилась группа, решившая воспользоваться ситуацией для устранения Майхжака «руками забастовщиков». При этом строились расчёты на достижение прагматичных договорённостей с лидерами рабочего движения. Это казалось возможным: Навроцкий, например, состоял в ССПМ, даже Рулевский был председателем официального профкома, немало членов «Солидарности» одновременно состояли в ПОРП.
Ставка делалась на проникновение в забастовочные комитеты для разложения изнутри. В секретных отчётах особо отмечались успехи такой инфильтрации. Обычно такие поручения давались не коммунистам, а членам аффилированных с ПОРП Демократической и Объединённой крестьянской партий. Эти расчёты совершенно не оправдались — установить партийное влияние на забасткомы не удалось, зато парторганизация ПОРП сократилась на 10 %. Две трети вышедших составляли заводские рабочие, которых в «рабочей» партии и прежде ощущалась нехватка.
16 октября пленум воеводского комитета ПОРП снял Майхжака с поста первого секретаря. Вскоре был отстранён от должности Быдгощский воевода Эдмунд Леманн. (Майхжак, Леманн, ещё несколько быдгощских чиновников были привлечены к уголовной ответственности.) Новым первым секретарём стал выходец из партийно-научных кругов Генрик Беднарский. Поначалу это было воспринято как знак либерализации.

### Влияние
Движение «Солидарности» оказывало политическое влияние на парторганизацию ПОРП. Его выражением стало создание «Быдгощского предсъездовского форума» (BPF) — партийного дискуссионного клуба, где в порядке «поиска путей обновления партии» допускались обсуждения на грани фрондирования. BPF был распущен после IX съезда ПОРП в июле 1981, когда власти окончательно перешли к жёсткому курсу.
Ярким эпизодом стала публикация в партийном органе Gazeta Pomorska письма почти пятидесяти сотрудников милиции во главе с начальником отдела подготовки майором Генриком Гауфой и начальником отдела по борьбе с экономическими преступлениями майором Мацеем Зегаровским. Авторы заявляли, что готовы служить обществу и «делу социализма», но не хотят быть орудием групповых политических целей — адресат недовольства легко угадывался в контексте недавней Быдгощской провокации. Предпринимались попытки создать в Быдгоще структуру независимого профсоюза милиционеров, но инициатива жёстко блокировалась комендатурой. Гауфа и Зегаровский были уволены со службы. Но попытки создания в быдгощской милиции неформальных групп, поддерживающих «Солидарность» предпринимались даже во время военного положения и встречали определённый отклик.

### Конфронтация
Руководящая группа — первый секретарь Беднарский, секретари Игнацы Иваньч, Богдан Дымарек, Зенон Жмудзиньский, Рышард Бандошек, Януш Земке, вице-воеводы Роман Бонк, Владислав Пшибыльский, комендант милиции полковник Юзеф Коздра, заместитель коменданта по госбезопасности полковник Зенон Дрында — заняли конфронтационную позицию в отношении «Солидарности». Максимально это проявилось в событиях Быдгощского марта. Но уже 20 августа Рулевский был вызван на «собеседование» в СБ. Попытка задержать вызвала резкий протест рабочих, на конфликт власти не решились. Рулевскому был наложен двухнедельный запрет появляться на предприятии, который он проигнорировал без последствий для себя.
Быдгощское управление СБ считало наиболее опасным положение на заводе Romet. Но плотный контроль госбезопасности был установлен над всеми крупными предприятиями воеводства. Сеть осведомителей курировал начальник отдела IIIА быдгощского управления МВД подполковник Богумил Ружицкий. В профцентр были внедрены 47 агентов, 9 из которых имели возможность влиять на принимаемые решения. Удалось провести операции глубокого внедрения даже в непосредственное окружение Рулевского (например, «агент Зенон» — Станислав Кучиньский). На особом контроле находились 28 заводов, комбинатов и хозяйственных комплексов, в оперативной разработке пребывали 217 ведущих активистов. За ними велась плотная слежка, совершались провокации и дискредитационные мероприятия — например, распространение клеветнических листовок в отношении Рулевского. По сведениям Рышарда Куклинского, эти тексты готовились в армейском политуправлении под личным контролем члена ЦК ПОРП генерала Юзефа Барылы. Провоцировались расколы, разжигались и использовались внутренние конфликты оппозиционного профсоюза (среди активистов бывали недовольные Рулевским). Прямое силовое давление осуществляли милицейские формирования ЗОМО под командованием майора Генрика Беднарека.
Подключилась и Внутренняя военная служба: армейская контрразведка пресекала попытки создавать профсоюзные организации на предприятиях ВПК — ремонтно-авиационном заводе, строительном управлении военного округа и других. Но в то же время 17 % военнослужащих срочной службы в округе были организационно связаны с «Солидарностью».
Враждебность и конфронтационность не являлись исключительной особенностью быдгощского партийно-административного руководства. Этот курс отражал общую политику правящей ПОРП в отношении «Солидарности».

## Профцентр
19-21 июня 1981 в Быдгоще было проведено общее собрание делегатов воеводского профцентра. Организовывал форум Быдгощский MKS, состоявший к тому времени из 58 человек. 478 делегатов конституировали Быдгощскую «Солидарность». В качестве гостей на форуме присутствовали Лех Валенса, Анна Валентынович, Северин Яворский, Ян Кулай, профессор Люблинского католического университета Стефан Куровский, ксёндз Францишек Блахницкий. Местные власти представляли вице-воеводы Зигмунт Тылицкий, Томаш Глива и вице-президент Быдгоща Тадеуш Штольцман.
Июньские решения означали формальное завершение деятельности Межзаводского забастовочного комитета Быдгоща. Его статус, функции и кадры перенимал Быдгощский профцентр «Солидарности». Последнее заседание MKS состоялось 30 июня 1981.
Второй тур собрания состоялся 3-5 июля: делегаты на альтернативной основе избирали председателя профцентра. Были выдвинуты кандидатуры Яна Рулевского, Антония Токарчука и Леха Винярского. Между кандидатами возникла полемика. Винярский упрекал Рулевского в чрезмерной резкости, горячности и нетерпимости; Рулевский такие характеристики категорически отвергал. На выборах в правление (пятьдесят членов) наибольшее количество голосов получил Токарчук. Тогда Рулевский взял самоотвод перед голосованием по кандидатуре председателя. Это изменило настроение делегатов и на следующий день Ян Рулевский, отозвав самоотвод, был избран председателем Быдгощского профцентра «Солидарности». Третий тур собрания прошёл 1 августа. Были избраны заместители председателя Рулевского — Антоний Токарчук (по общему руководству), Ян Перейчук (по организационным вопросам) и Рышард Хеляк (по пропаганде и профучёбе). Была также сформирована делегация на руководство и формировали делегацию на I всепольский съезд «Солидарности».
Быдгощский профцентр отличался в «Солидарности» особым радикализмом. В городе и регионе проводились масштабные акции протеста, забастовки и демонстрации. Ян Рулевский причислялся к группе «фундаменталистов» — сторонников открытой конфронтации с правящим режимом (наряду с такими деятелями, как Мариан Юрчик, Анджей Гвязда, Анджей Розплоховский, Северин Яворский). На I съезде профобъединения Рулевский решительно отвергал путь компромисса с ПОРП и сравнивал «Солидарность» с молотом, разбивающим тоталитарную систему. На президиуме всепольской комиссии он критиковал Валенсу за «подарки Ярузельскому в виде усмирённых забастовок». Рулевский баллотировался в председатели «Солидарности», однако на этот пост был избран Валенса. Антоний Токарчук с осени 1981 являлся секретарём всепольской комиссии.

## Подавление
13 декабря 1981 в Польше было введено военное положение. Власть в стране перешла к Военному совету национального спасения (WRON), в Быдгощском регионе — к Воеводскому комитету обороны под руководством военного комиссара WRON полковника Юзефа Мусяла (в комитет вошли также начальник штаба военного округа полковник Эдвард Пшибыльский, партийные секретари Жмудзиньский, Бандошек, Земке, комендант милиции Коздра, армейские полковники Тадеуш Добек, Генрик Ксенский, секретарь комитета Зыгмунт Куглаж, вице-воеводы Глива и Эдвард Молик).
«Солидарность», включая Быдгощский профцентр, подверглась силовому подавлению. Профсоюзная штаб-квартира была захвачена войсками и милицией, разгромлена и опечатана. В тот же день около двухсот человек дважды вышли на демонстрацию протеста по улице Мархлевского, но акция была подавлена ЗОМО, двадцать пять участников задержаны. Практически все лидеры Быдгощского MKS и профцентра «Солидарности» были интернированы во время военного положения. Некоторые из них, прежде всего Ян Рулевский, арестовывались вторично, после освобождения в 1982—1983. Власти ПНР планировали большой процесс над «экстремистами из „Солидарности“», но предпочли отказаться от этого плана.
На пленуме Быдгощского воеводского комитета ПОРП 7 января 1982 уполномоченный Политбюро Ежи Шукала заявил: «Если бы не военное положение, введённое за пять минут до двенадцатого часа, то не мы сидели бы в этом зале, а совсем другие — и другая организация. Не товарищ Жмудзиньский председательствовал бы за этим столом, а… ваш Ян, как его фамилия?.. И совсем другой флаг висел бы здесь». Пропаганда ПОРП обвиняла «Солидарность» в планах физической расправы над коммунистами, в запланированной на 19 декабря «ночи красного Варфоломея». Секретарь воеводского комитета Жмудзиньский и воеводский комендант милиции Коздра говорили о «понимании и поддержке военного положения большинством населения». Заведующий отделом административных органов воеводского комитета Тополиньский призывал «сломать хребет контрреволюции» и требовал «проверок на экстремизм».
В то же время, даже в партии и милиции имелись сомнения и даже прямое несогласие. Секретарь Быдгощского городского комитета ПОРП Богдан Михалак говорил о тревоге, нервозности и депрессии, об опасениях потерять «социальные и демократические завоевания Августа 1980». В отчёте партийного комитета воеводской милицейской комендатуры в ноябре 1982 говорилось о «небольшой группе офицеров, переставших уважать дисциплину и руководство». Наибольшую тревогу комендатуры и партаппарата создавали настроения молодых бойцов ЗОМО и особенно резервистов — солдат срочной службы, приданных в помощь милиции: среди них отмечались факты католической религиозности, воскресные посещения костёлов, политические дискуссии, склонность прислушиваться к «пропаганде враждебных сил». Именно на собрании партийного актива ЗОМО 15 марта 1982 состоялось выступление командира взвода Богдана Анджеевского, который в резкой форме выразил недовольство необходимостью выполнять приказы, приводящие к ненависти населения и распаду семей бойцов.
Силовое подавление протестов, слежка и спецоперации против Быдгощской «Солидарности» продолжались и несколько лет после отмены военного положения. Сохранялись подпольные структуры, велась агитация, организовывались публичные акции. Ян Рулевский поддерживал открытую связь с капелланом «Солидарности» Ежи Попелушко, который был убит именно после такой встречи с быдгощским лидером.

## Воссоздание
Восстановление «Солидарности» в Быдгоще пришлось на 1988—1989 годы — в ходе новой забастовочной волны и дальнейших реформ Круглого стола. В Третьей Речи Посполитой вокруг Быдгощского профцентра стал сформировалась новая структура «Солидарности» Куявско-Поморского воеводства.
В Третьей Речи Посполитой, после смены общественно-политического строя Польши, многие из них стали известными политиками, предпринимателями, общественными деятелями. Ян Рулевский и Антоний Токарчук были депутатами сейма и сенаторами; Токарчук занимал посты Быдгощского воеводы и министра окружающей среды. Рышард Хеляк был депутатом сейма и советником министра обороны, скончался в 1995. Кшиштоф Готовский занимался крупным строительным бизнесом (в партнёрстве с Романом Бонком) и покончил с собой при неясных обстоятельствах в 2011. Ян Перейчук стал общественным активистом.
На фасаде здания по адресу Старый Порт, 5 установлена мемориальная доска с девизом «Солидарности»: Prawda, Godność, Sprawiedliwość — Правда, Достоинство, Справедливость.